# Adéla Pivoňková
Adéla Pivoňková (* 28. September 1991 in Jilemnice) ist eine tschechische Fußballspielerin und ehemalige A-Nationalspielerin. Seit dem 1. Juli 2022 ist sie ohne Verein.

## Karriere

### Vereine
Pivoňková spielte in ihrer Jugendzeit für den in Železnice ansässigen Tělovýchovná jednota Sokol Železnice, bevor sie im Alter von 15 Jahren in den Seniorinnenbereich gelangte. In der I. liga žen, der höchsten Spielklasse im tschechischen Frauenfußball, kam sie von 2006 bis 2014 für die Frauenfußballmannschaft des Hauptstadtvereins Sparta Prag zu Punktspielen. Während ihrer Zugehörigkeit trug sie zu sieben Titeln bei (vier Meisterschaften und drei Pokalsiege). Aufgrund der Erfolge kam sie für ihre Mannschaft bei fünf aufeinander folgenden Teilnahmen im Wettbewerb der Champions League (2009/10 bis 2013/14) in insgesamt 15 Spielen zum Einsatz; ihr einziges Tor gelang ihr am 14. Oktober 2010 im Erstrunden-Rückspiel beim 7:0-Sieg über die VV St. Truiden in Prag mit dem Treffer zum 2:0 in der 36. Minute.
Nach ihrem (vermeintlichen) Karriereende, kehrte sie zwei Jahre später zu ihrem einzigen Verein zurück und gehörte diesem zuletzt vom 15. August (1. Spieltag) bis zum 13. November 2021 (12. Spieltag) an. Bemerkenswert ist ihr Einsatz als Torhüterin am 9. Oktober 2021 (8. Spieltag) beim 7:1-Sieg im Auswärtsspiel gegen den ŠK Lokomotiva Brno. Mit jeweils drei Meisterschaften und drei Siegen im nationalen Pokalwettbewerb beendete sie endgültig ihre Spielerkarriere.

### Nationalmannschaft
Pivoňková debütierte als Nationalspielerin für den FAČR in der U17-Nationalmannschaft, die sich am 2. Dezember 2007 in Senec im Freundschaftsspiel gegen die U17-Nationalmannschaft der Slowakei torlos trennte. Ihr erstes von vier Länderspieltoren erzielte sie in ihrem zweiten Länderspiel am 13. Februar 2007 in Brezová pod Bradlom beim 3:1-Sieg im Freundschaftsspiel gegen die U17-Nationalmannschaft der Slowakei mit dem Treffer zur 2:1-Führung in der 48. Minute. Nach zwei Niederlagen gegen die Schweizer U17-Nationalmannschaft am 28. und 30. September 2007 in Lausanne (0:1) und Rennes (0:3) kam sie in drei Spielen der Gruppe 7 in der ersten und in zwei Spielen der Gruppe A in der zweiten EM-Qualifikationsrunde zum Einsatz.
Für die U19-Nationalmannschaft kam sie vom 19. September 2009 bis zum 1. April 2010 in sechs Länderspielen zum Einsatz; es waren die drei Spiele der EM-Qualifikationsgruppe 2 und D der ersten und zweiten Qualifikationsrunde.
Für die A-Nationalmannschaft bestritt sie im Zeitraum vom 20. März 2008 bis zum 13. Februar 2014 31 Länderspiele. Ihr Debüt gegen die Nationalmannschaft Englands in Doncaster gab sie im vierten Spiel der EM-Qualifikationsgruppe 1, als sie in der 88. Minute für Blanka Pěničková eingewechselt wurde und das Spiel torlos endete. Ihr letztes A-Länderspiel war ebenfalls das vierte Spiel jedoch in der WM-Qualifikationsgruppe 2 bei der 1:6-Niederlage gegen die Nationalmannschaft Italiens in Novara. Ihr erstes von zehn A-Länderspieltoren erzielte sie am 26. November 2009 im dritten Spiel der WM-Qualifikationsgruppe 8 bei der 1:2-Niederlage gegen die Nationalmannschaft Belgiens in Písek mit dem Treffer zum Endstand in der 69. Minute.
Nachdem die Spieljahre 2008 bis 2012 von 13 EM- und fünf WM-Qualifikationsspielen sowie von vier Freundschaftsspielen gekennzeichnet waren, wurde sie im Spieljahr 2013 das erste Mal in zwei unterschiedlichen Turnieren berücksichtigt. Sie kam zunächst im Turnier um den Slavic Cup 2013 (1. Austragung des Istrien-Cups) in den beiden Spielen der Gruppe B sowie im Finale am 11. März in Rovinj gegen die Nationalmannschaft Russlands zum Einsatz. Die finale Begegnung wurde erst im Elfmeterschießen mit 2:4 verloren, in dem sie ihren Schuss als erste Schützin ihrer Mannschaft vergeben hatte.
Danach bestritt sie zwei Spiele im Turnier um den Balaton-Cup an dem vier Mannschaften in Balatonfüred teilnahmen. Das erste Spiel am 20. August 2013 wurde mit 1:4 gegen die Nationalmannschaft Polens verloren, das Spiel um Platz 3 am 22. August 2013 hingegen mit 3:1 gegen die Nationalmannschaft Ungarns gewonnen. Den Abschluss ihres Spieljahres 2013 markierten ihre drei Einsätze mit den ersten drei Spielen der WM-Qualifikationsgruppe 2.

## Erfolge / Auszeichnung
Nationalmannschaft
- Slavic-Cup-Finalistin 2013
- Dritte Balaton-Cup 2013

Sparta Prag
- Tschechische Meisterin 2010, 2011, 2012, 2013, 2018, 2019, 2021
- Tschechische Pokalsiegerin 2011, 2012, 2013, 2017, 2018, 2019
- Fußballtalent des Jahres 2007